# Ministerul Dezvoltării Economice și Digitalizării (Republica Moldova)
Ministerul Dezvoltării Economice și Digitalizării (MDED) este organul central autorizat să promoveze politica de stat în domeniul economiei și să coordoneze dezvoltarea economică a Republicii Moldova. Ministerul Economiei aplică strategia și programul de guvernare în domeniul economiei și finanțelor publice, al Guvernului Republicii Moldova.  

## Activitate
Ministerul își desfășoară activitatea în conformitate cu Constituția Republicii Moldova și cu legislația în vigoare, cu decretele Președintelui Republicii Moldova, hotărârile Parlamentului, ordonanțele, hotărârile și dispozițiile Guvernului, cu alte acte normative, cu tratatele internaționale la care Republica Moldova este parte și cu prevederile Hotărârii Guvernului Nr. 690 din 13.11.2009 pentru aprobarea Regulamentului privind organizarea și funcționarea Ministerului Economiei, structurii și efectivului-limită ale aparatului central al acestuia.  
Ministerul are misiunea de a asigura creșterea economiei naționale prin optimizarea cadrului de reglementare a activității de întreprinzător, constituirea premiselor pentru dezvoltarea mediului de afaceri, dezvoltarea tehnologică și asigurarea competitivității, crearea unui mediu investițional atractiv, contribuirea la acțiunile de demonopolizare a pieței interne și de eliminare a practicilor anticoncurențiale, precum și prin cooperare economică internațională. 

## Istoric
Ministerul Economiei a fost înființat la 1 iunie 1990, numindu-se la momentul respectiv Ministerul Economiei Naționale al R.S.S. Moldova. Ulterior, pe parcursul anilor, în urma restructurărilor din cadrul Guvernului RM, denumirea instituției s-a modificat de mai multe ori.
- Ministerul Economiei și Finanțelor (1991–1992)
- Ministerul Economiei (1992–1997, 2001–2005, 2009–2017, 2021–2023)
- Ministerul Economiei și Reformelor (1997–2001)
- Ministerul Economiei și Comerțului (2005–2009)
- Ministerul Economiei și Infrastructurii (2017–2021)
- Ministerul Dezvoltării Economice și Digitalizării (2023–prezent)

În perioada 1991–1994 au mai existat și Comitetul de Stat pentru Reforma Economică și Ministerul Relațiilor Economice Externe. 

## Organigrama
- Colegiul Ministerului Economiei
- Direcția generală politici industriale și de competitivitate
- Direcția dezvoltare tehnologică și competitivitate
- Direcția politici investiționale și de promovare a exportului
- Direcția politici de administrare și dezetatizare a proprietății publice
- Direcția generală dezvoltarea mediului de afaceri
- Direcția politici de reglementare a activității de întreprinzător
- Direcția dezvoltarea mediului financiar și fiscal
- Direcția politici de dezvoltare a întreprinderilor mici și mijlocii și profesii liberale
- Direcția generală infrastructura calității și supravegherea pieței
- Direcția dezvoltarea infrastructurii calității
- Direcția supraveghere tehnica și securitate industrială
- Direcția generală politici comerciale
- Direcția regimuri comerciale și O.M.C.
- Direcția comerț interior
- Secția control al circulației mărfurilor cu dublă destinație
- Direcția generală securitate și eficiență energetică
- Direcția infrastructură energetică
- Direcția eficiență energetică și surse de energie regenerabile
- Direcția producere și furnizare a energiei termice
- Direcția analiză, monitorizare și evaluare a politicilor
- Direcția analiză și prognozare macroeconomică
- Direcția cooperare economică internațională
- Direcția juridică
- Direcția finanțe și evidență contabilă
- Direcția logistică și management intern
- Secția resurse umane
- Secția pentru e-Transformare
- Sectorul probleme speciale
- Serviciul comunicare și relații publice
- Serviciul audit intern

## Autorități administrative din subordinea și monitorizarea Ministerului
- Organizația de Atragere a Investițiilor și de Promovare a Exportului din Moldova (MIEPO)
- Organizația pentru Dezvoltarea Sectorului Întreprinderilor Mici și Mijlocii (ODIMM)
- Agenția Proprietății Publice
- Camera de Licențiere
- Agenția pentru Protecția Consumatorilor
- Inspectoratul Principal de Stat pentru Supravegherea Tehnică a Obiectelor Industriale Periculoase
- Agenția pentru Eficiență Energetică
- Inspectoratul Energetic de Stat
- Institutul Național de Standardizare
- Institutul Național de Metrologie
- Centrul Național de Acreditare din Republica Moldova (MOLDAC)

## Conducere
- Ministru – Doina Nistor
- Secretar general – Ina Voicu
- Secretar general adjunct – Mihaela Gorban
- Secretari de stat – Cristina Ceban, Veronica Arpintin, Viorel Garaz și Cătălina Plinschi

## Lista miniștrilor
| №  | Nume (naștere–deces)              | Portret                                                           | Mandat             | Mandat             | Observații                         | Guvern                   |
| -- | --------------------------------- | ----------------------------------------------------------------- | ------------------ | ------------------ | ---------------------------------- | ------------------------ |
| 1  | Constantin Tampiza (1947–)        |                                                                   | 6 iunie 1990       | 1 iulie 1992       | viceprim-ministru                  | Druc Muravschi           |
| 2  | Sergiu Certan (1952–)             |                                                                   | 1 iulie 1992       | 5 aprilie 1994     |                                    | Sangheli I               |
| 3  | Valeriu Bobuțac (1945–)           |                                                                   | 5 aprilie 1994     | 24 ianuarie 1997   |                                    | Sangheli II              |
| 4  | Ion Guțu (1943–)                  |                                                                   | 24 ianuarie 1997   | 22 mai 1998        | viceprim-ministru                  | Ciubuc I                 |
| 5  | Ion Sturza (1960–)                |                                                                   | 22 mai 1998        | 17 februarie 1999  | viceprim-ministru                  | Ciubuc II                |
| 6  | Alexandr Muravschi (1950–)        | Alexandru Muravschi (decembrie 2015)                              | 12 martie          | 21 decembrie 1999  | viceprim-ministru                  | Sturza                   |
| 7  | Eugeniu Șlopac (1951–)            |                                                                   | 21 decembrie 1999  | 15 martie 2000     | viceprim-ministru                  | Braghiș                  |
| 8  | Andrei Cucu (1948–)               |                                                                   | 15 martie 2000     | 4 februarie 2002   | viceprim-ministru                  | Braghiș Tarlev I         |
| 9  | Ștefan Odagiu (1965–)             |                                                                   | 16 mai 2002        | 2 iulie 2003       | viceprim-ministru                  | Tarlev I                 |
| 10 | Marian Lupu (1966–)               |                                                                   | 5 august 2003      | 24 martie 2005     |                                    | Tarlev I                 |
| 11 | Valeriu Lazăr (1968–)             | Valeriu Lazăr (2015-06-19)                                        | 19 aprilie 2005    | 18 septembrie 2006 |                                    | Tarlev II                |
| 12 | Igor Dodon (1975–)                |                                                                   | 18 septembrie 2006 | 14 septembrie 2009 | prim-viceprim-ministru (2008–2009) | Tarlev II Greceanîi I–II |
| 13 | Valeriu Lazăr (1968–)             | Valeriu Lazăr (2015-06-19)                                        | 25 septembrie 2009 | 3 iulie 2014       | viceprim-ministru                  | Filat I–II Leancă        |
| 14 | Andrian Candu (1975–)             | Andrian Candu 2020                                                | 3 iulie 2014       | 23 ianuarie 2015   | viceprim-ministru                  | Leancă                   |
| 15 | Stephane Christophe Bride (1971–) | Minister of Economy Stephane Bride (16690734843) (cropped)        | 18 februarie 2015  | 20 ianuarie 2016   | viceprim-ministru                  | Gaburici Streleț         |
| 16 | Octavian Calmîc (1974–)           | Opening plenary session, 11 December 2017 (27239255159) (cropped) | 20 ianuarie 2016   | 21 decembrie 2017  | viceprim-ministru                  | Filip                    |
| 17 | Chiril Gaburici (1976–)           |                                                                   | 10 ianuarie 2018   | 8 iunie 2019       |                                    | Filip                    |
| 18 | Vadim Brînzan (1971–)             |                                                                   | 8 iunie            | 14 noiembrie 2019  |                                    | Sandu                    |
| 19 | Anatol Usatîi (1976–)             |                                                                   | 14 noiembrie 2019  | 16 martie 2020     |                                    | Chicu                    |
| 20 | Sergiu Răilean (1976–)            |                                                                   | 16 martie          | 9 noiembrie 2020   |                                    | Chicu                    |
| 21 | Anatol Usatîi (1976–)             |                                                                   | 9 noiembrie        | 31 decembrie 2020  |                                    | Chicu                    |
| 22 | Sergiu Gaibu (1976–)              |                                                                   | 6 august 2021      | 16 noiembrie 2022  |                                    | Gavrilița                |
| 23 | Dumitru Alaiba (1982–)            |                                                                   | 16 noiembrie 2022  | 14 martie 2025     | viceprim-ministru                  | Gavrilița Recean         |
| 24 | Doina Nistor (1977–)              |                                                                   | 14 martie 2025     |                    | viceprim-ministru                  | Recean                   |